# Terminkontrakt
Der Terminkontrakt (englisch futures contract) ist ein Finanzkontrakt, der ein börsengehandeltes, unbedingtes Termingeschäft zum Gegenstand hat.
Terminkontrakt und Termingeschäft werden vor allem in der Schweiz synonym gebraucht, doch ist der Terminkontrakt lediglich eine Unterart des Termingeschäfts. Konkret ist er ein börsengehandeltes unbedingtes Termingeschäft, das nur in seiner Form als Future an der Börse handelbar ist.
Sämtliche übrigen Formen des unbedingten Termingeschäfts (wie Forwards oder Swaps) oder sämtliche bedingten Termingeschäfte (wie Optionen) werden außerbörslich gehandelt und sind keine Terminkontrakte.

## Geschichte
Amsterdam gilt als erste Stadt, in der Terminkontrakte abgeschlossen wurden. Hier bezichtigte der „Sheriff“ Willem Dirkszoon Baerdes erstmals im Jahre 1556 deutsche und flämische Händler, den Getreidepreis durch Terminkontrakte in die Höhe zu treiben, so dass der Terminhandel noch 1556 verboten wurde. Ab 1609 gab es in Amsterdam eine Spekulation mit Aktien der „Vereenigde Oostindische Compagnie“ durch Leerverkauf per Terminkontrakt. Im Jahre 1612 betrieben 200 Broker mit 600 Angestellten in Amsterdam den Terminhandel. Amsterdam schuf 1617 eine Börse für den Getreidehandel, an dem sich die Regierung 1647/48 selbst beteiligte. 1637 spielten Terminkontrakte eine wichtige Rolle bei der Tulpenmanie. Amsterdam verbot 1693 den Getreideterminhandel, um 1720 kam es hier zu einem ersten Terminmassenhandel in Getreide, Pflanzenöl, Ölsamen, Kaffee, Kakao, Branntwein, Cochenille und Salpeter.
Die erste reine Terminbörse war die 1732 in Osaka gegründete Reisbörse „Dojima Rice Market“, unter deren 1.300 Reishändlern sich 800 Broker und 500 Großhändler befanden. Im Kaffeehandel führte die New Yorker Börse den Terminhandel 1880 ein, Le Havre folgte 1881. Der Chicago Board of Trade wickelte 1884 erstmals standardisierte Warentermingeschäfte ab. Da Hamburg seine Handelsposition nicht verlieren wollte, begann hier 1887 die Kaffeeterminbörse. Der Hamburger Kaffeeterminhandel zielte auf die Sicherung gegen Preisrisiken ab und fand vormittags und nachmittags in einem vom Kaffee-Verein gemieteten Börsensaal im Freihafen (Sandtorkai in der Speicherstadt) statt.
Gemessen am Handelsvolumen löst der seit 1923 bestehende S&P 500-Börsenindex die weltweit bedeutendsten Terminkontrakte aus. Im Februar 1982 nahm der Kansas City Board of Trade den Handel mit dem ersten Terminkontrakt auf einen Aktienkurs-Index auf. Es folgten weitere Terminkontrakte an der Chicago Mercantile Exchange im April 1982 sowie auf den New York Stock Exchange Composite Index an der New York Futures Exchange im Mai 1982 (siehe CRB-Index). Auch in Europa wurden Terminbörsen gegründet: 1982 in London die London International Finance Futures Exchange, später Paris mit der Marché à Terme des Instruments Financiers, in Deutschland 1990 die Deutsche Terminbörse. Die heute wertmäßig bedeutendsten Terminkontrakte gibt es im Rohölhandel.

## Arten
Unter die Financial Futures fallen insbesondere Futures auf Aktienindizes, Einzelaktien (englisch Single-Stock-Futures), Zinsindizes (z. B. Euro-Schatz-Future, Euro-Bobl-Future und Euro-Bund-Future) und Devisen. Zu den Rohstoff-Futures zählen Futures auf Edelmetalle und auf unedle Metalle, Agrarprodukte (z. B. Getreide) oder Energie (Rohöl-, Erdgas-, Kohle- und Strom-Futures).

## Vertragsinhalt
Um an einer Börse handelbar zu sein, ist eine hohe Standardisierung der Terminkontrakte insbesondere für Commodities (wie beispielsweise Rohstoffe) erforderlich. Die Standards umfassen insbesondere die Mengeneinheit (etwa Nennwert) und Art (Future und dessen Underlying) des Kontraktgegenstands. Ziel der Terminkontrakte ist es, den Handel zwischen den Kontrahenten zu vereinheitlichen und damit zu erleichtern. Jede Terminbörse hat für jedes Handelsobjekt einen eigenen Standardvertrag entworfen. Auch die Fälligkeitstermine sind von der jeweiligen Terminbörse vorgegeben.
Beispiel einer Standardisierung
Ein Kontrakt auf den Basiswert „gefrorenes Orangensaft-Konzentrat“ (englisch Frozen Concentrated Orange Juice) der Klasse A (FCOJ-A) an der Warenterminbörse ICE Futures U.S. (früher „New York Board of Trade“) ist zum Beispiel wie folgt definiert:
- Liefermenge: 15.000 lbs (ca. 6,8 metrische Tonnen),
- Qualität: gefrorenes Konzentrat von Orangen aus Florida oder Brasilien,
- Preisangabe: in US-Cent
- Minimum-Preisveränderung je lbs: 5/100 Cent (7,5 US$/Kontrakt, berechnet sich zu: 5/100 Cent pro lbs bei 15000lbs →  5 * 15000 / 100 = 750 Cent entspricht 7,5 US$,  Einheitengleichung: Cent * lbs / lbs = Cent).

Ein Oktober-Kontrakt „Gold“ an der New Yorker Warenterminbörse New York Mercantile Exchange umfasst stets 100 Unzen Feingold mit einem Feingehalt von mindestens 0,995 bei einer Fälligkeit am letzten Werktag des Vormonats, also September.
Preisangaben der Terminbörsen erfolgen stets in Bezug auf die Maßeinheit (im obigen Beispiel für gefrorenes Orangensaft-Konzentrat pro Pfund (453,59237 Gramm)). Wenn der September-Future FCOJ-A also mit 100,00 Cent notiert, folgt aus der obigen Definition, dass 1 lbs. des Basiswerts bei 100 Cent – also 1 Dollar – notiert. Daraus lässt sich der Kontraktpreis errechnen:
1 (Dollar/lbs.) × 15.000 (Liefermenge) = 15.000 Dollar.
Das ist bei Finanzwerten nicht anders: Der Wert des DAX-Futures (FDAX) an der European Exchange beträgt zum Beispiel 25 Euro je Index-Punkt des DAX. Bei einem Index-Stand von 4000 Punkten würde ein FDAX-Kontrakt also 100.000 Euro an Wert repräsentieren (25 × 4000).
Die Standardverträge der International Swaps and Derivatives Association (englisch ISDA Master Agreements) sind nur für den außerbörslichen Handel mit Derivaten vorgesehen und können für Terminkontrakte nicht verwendet werden.

## Geschäftsabwicklung
Diese standardisierten Termingeschäfte werden an Terminbörsen gehandelt, darunter befinden / befanden sich die Eurex (Deutschland/Schweiz), in Österreich die Österreichische Termin- und Optionenbörse (ÖTOB; Teil der Wiener Börse), in den USA die Chicago Board of Trade, Chicago Mercantile Exchange und die New York Mercantile Exchange, die britischen London International Financial Futures and Options Exchange oder ICE Futures.
Ein Clearing sorgt für die Minimierung oder Eliminierung des Gegenparteiausfallrisikos beim Settlement. Unter Clearing in Verbindung mit einer Terminbörse wird die Abwicklung, Besicherung sowie geld- und stückemäßige Regulierung aller an der Terminbörse abgeschlossenen Geschäfte verstanden. Die Handelsabwicklung an Terminbörsen ist vor allem durch das Clearing- und Settlement-System charakterisiert, das durch ein Clearinghaus institutionalisiert ist. Die Käufer und Verkäufer der Kontrakte sind nicht mehr Vertragsparteien, weil das Clearinghaus der Terminbörse zwischen beide tritt und jeweils deren Vertragspartner (Kontrahent) wird.
Bei Abschluss eines Terminkontraktes fallen keine Kosten in Form von Prämien an. Beide Vertragspartner müssen Margin hinterlegen (=Vorschusszahlung leisten). Sie dient als Sicherheitsleistung und wird auch „Einschusszahlung“ genannt (englisch Initial Margin). Sie beträgt nur einen Bruchteil des Kontraktwertes – z. B. 1–3 % oder auch einen fixen Betrag – und kann je nach vorherrschender Volatilität nach oben oder unten angepasst werden. Der Betrag wird in Form von Kontoguthaben oder der Hinterlegung von Staatsanleihen hoher Bonität vor der Ausführung eines Auftrags auf ein Margin-Konto eingezahlt.
Man unterscheidet Initial und Maintenance Margin. Erstere muss verfügbar sein, um eine Position zu öffnen, die zweite erlaubt, sie offen zu halten. Ist die Margin nicht mehr auf dem Konto, so wird der Broker die Positionen zum Marktpreis liquidieren.

## Wert, Preis und Hebel
Der Börsenkurs eines Futures unterliegt der freien Preisbildung aus Angebot und Nachfrage an der Terminbörse. Er bewegt sich im Allgemeinen synchron zum tagesaktuellen Preis auf dem Kassamarkt des Underlying-Kurses. Abweichungen und divergente Entwicklung zwischen Kassamarkt und Terminmarkt ermöglichen Arbitrage, also Geschäfte mit weitgehend risikolosem Gewinn. Deshalb können Future-Preis und Kassapreis sich nicht weit auseinanderentwickeln.
Dass der Future-Preis dennoch in der Regel vom Preis desselben Basiswertes abweicht, ist dazu kein Widerspruch: Denn der innere Wert eines Terminkontraktes folgt zwar – in den meisten Fällen – dem Tages-Kassapreis, aber je nachdem wie weit der Erfüllungszeitpunkt noch in der Zukunft liegt, nach oben verschoben. Ein September-Future auf einen beliebigen Basiswert wird am 1. Juli also mehr kosten als der Juli-Future, dessen Erfüllungstermin kurz bevorsteht. Der Grund ist darin zu sehen, dass jemand dafür sorgen muss, dass die Ware (der Wert) auch tatsächlich bis zum Erfüllungstermin bereitgehalten wird.
Ein Soft Commodity wie etwa Rohkaffee muss jemand lagern, gegebenenfalls kühlen und rechtzeitig liefern. Die damit verbundenen Kosten werden als Bestandhaltungskosten bezeichnet. Der Wert eines Future wird deshalb im Allgemeinen wie folgt berechnet:
Haltekosten (englisch Cost of Carry)
Angenommen, der Kassapreis (aktueller Preis, englisch Spot Price) des Basiswerts Gold sei 400 €, der Zinssatz sei 5 %, die Versicherungsprämien für dieses Gold für ein Jahr seien 3 € und die Lagerkosten für ein Jahr seien 2 €, dann betragen die Haltekosten für einen Zeitraum von einem Jahr:
```
  Zinsen: 5 % von 400 € =   20 €
  + Versicherungskosten      3 €
  + Lagerhaltungskosten      2 €
  = Haltekosten             25 €
```

Zu bedenken ist in diesem Zusammenhang, dass die Zinsen Bestandteil der Haltekosten sind, so dass diese Geschäfte auch vom Zinsniveau beeinflusst werden. Die Zinsen als Bestandteil der Haltekosten erklären sich daraus, dass ein Jahr lang bis zum Termin ein Kapital (in diesem Beispiel) von 400 € gebunden ist, das sonst alternativ zinsbringend angelegt werden könnte (Opportunitätskosten).
Wert (eines Futures)
Wert (Terminpreis) = Kassapreis +/- Terminspread.
Im Beispiel beträgt der Terminpreis (Termin in einem Jahr) 400 € plus 25 € = 425 €.
Weil diese Bestandhaltungskosten über die gesamte Laufzeit „abgeschrieben“ werden (also zu- oder abnehmen, je näher der Erfüllungstermin kommt), nähert sich der Wert in Richtung Laufzeitende immer mehr an den Kassapreis an und fällt zum Erfüllungstermin mit diesem zusammen.
Die Bestandhaltungskosten können noch durch die Verfügbarkeitsprämie gemindert werden.
Hebel
Da nur ein Bruchteil des Wertes als Einsatz nötig ist, um einen Terminkontrakt zu eröffnen, spricht man von einem Hebelinstrument. Wie stark der Hebel bei einem bestimmten Future ist, wird von der jeweiligen Börse bestimmt, an der ein Future gehandelt wird. Als Formel für den Hebel gilt: Kontraktwert zum Kaufzeitpunkt dividiert durch den Betrag, der notwendig ist, um eine Future-Position zu erwerben.
Wie stark der Hebel bei einem bestimmten Future tatsächlich ist, hängt von drei Faktoren ab: Kontraktgröße, Kontraktwert zum Einstiegszeitpunkt und Margin-Höhe. Am Beispiel des DAX-Future, der direkt an der Eurex erworben wird, könnte das wie folgt aussehen:
- DAX-Punktestand: 5000
- Kontraktwert: 25 € je DAX-Punkt
- Kontraktwert bei 5000 Punkten: 125.000 €
- Verlangte Margin: 9000 € (eigener Anteil)
- Hebel: 125000/9000 = 13,89

Bei diesem Beispiel würde der Hebel 13,89 betragen und sich somit der Gewinn von einem Prozent im Basiswert bei diesem konkreten Kontrakt mit dem Faktor 13,89 auswirken. Bei einer Veränderung des Basiswerts in der Höhe von +10 % (oder 500 Punkten im DAX) beträgt der Gewinn aus dem riskierten Kapital (der Margin) demnach 138,9 % (Hebel × 10 %, entspricht 12501 €).

## Handel
An den modernen Terminbörsen werden weniger als 3 % der Kontrakte durch Realtausch erfüllt. Der überwiegende Teil wird durch ein Gegengeschäft vor dem Fälligkeitszeitpunkt glattgestellt. Der Inhaber einer Short-Position (Verkäufer) erwirbt also eine Long-Position und umgekehrt. Die Differenz zwischen den Preisen der beiden Kontrakte ergibt einen Spekulationsgewinn oder -verlust.
Ein Überhang an Spekulationsgeschäften zuungunsten der traditionellen, auf Realabsicherung basierenden Sicherungsgeschäfte hat in der zweiten Hälfte der 1990er Jahre zu einer Vervielfachung des Handelsvolumens an den Terminbörsen geführt und deren Liquidität erhöht. Im Jahr 2002 wurden allein an der größten Derivatenbörse, der Eurex, über eine halbe Milliarde Kontrakte gehandelt.

## Kritik
Vor allem der stark gestiegene Anteil an reiner Spekulation mit Terminkontrakten am Rohstoffmarkt wird mit Sorge beobachtet. Kritiker vermuten, dass Derivatgeschäfte mit Rohstoffen zu massiven Verteuerungen von Lebensmitteln wie Getreide, Zucker, Speiseöl und Milch auf den Weltmärkten geführt haben. Allein im Jahr 2010 sind die Nahrungspreise laut Weltbank um mehr als ein Drittel gestiegen. 40 Millionen Menschen seien dadurch zusätzlich in absolute Armut gestürzt worden. Diskutiert wird, ob die Spekulation die Rohstoffpreise beeinflusst oder nicht. Spekulationsbedingt steigende Nahrungsmittelpreise würden die Armut vor allem in Schwellenländern erhöhen und auch in Industrieländern viele Bezieher niedriger Einkommen treffen.
In einer empirischen Analyse der Preise von Agrarrohstoffen im Zeitraum zwischen 2006 und 2013 auf den Terminmärkten gelangten Ökonomen des Instituts für Weltwirtschaft im März 2014 zu der Auffassung, dass Akteure durch ihre Aktivitäten auf den Terminmärkten lediglich zu Preissteigerungen für Kakao und Lebendrinder beigetragen haben. Für alle anderen untersuchten Agrarrohstoffmärkte ist dagegen mit den angewandten Analysemethoden kein Einfluss von spekulativen Aktivitäten auf die Rohstoffpreise nachweisbar. Dem Mineralölwirtschaftsverband zufolge sind allerdings rund 90 % der Marktteilnehmer im Handel mit Ölterminkontrakten spekulativ tätig und haben kein Interesse am Besitz des Öls, sondern versuchen, aus Preisänderungen Gewinne zu erzielen.
Der Handel mit Rohöl-Futures führte 2008 zu einer Spekulationsblase am Rohölmarkt, die im Sommer 2008 platzte. Die US-Börsenaufsicht CFTC machte vor allem übertriebene Spekulation dafür verantwortlich.
Manche halten für möglich, dass ein Verbot dieser Sicherungsmärkte in einem weltwirtschaftlichen Desaster enden könnte und verweisen dabei auf eine Erfahrung in Japan.

## Sonstiges
Investmentfonds, die ausschließlich in Futures-Kontrakte investieren, heißen Managed Futures.